# Claudio Toti
Claudio Toti (Montevideo, 30 ottobre 1954) è un dirigente sportivo e imprenditore italiano.

## Biografia
Originario di Montevideo (Uruguay), ma da genitori Italiani, è figlio di Silvano Toti. Inizia a lavorare come imprenditore e ingegnere con la Lamaro Appalti.
Il padre Silvano e il fratello Pierluigi sono stati nominati Cavalieri del Lavoro, il fratello Pierluigi in seguito è diventato anche Cavaliere del Commercio.
È presidente della Lamaro Appaltie della Fondazione Silvano Toti, è stato azionista di RCS (Corriere della Sera) e dell'Unità.

## Sport
Presidente della Virtus Roma di basket dal 2001 al 2019, è stato Presidente della Lamaro (Roma RCB) calcio a 5 con la quale vinse lo scudetto nel 2001. Nel 2005 è sponsor della Virtus Roma calcio a 5 femminile, oltre ad esser stato presidente e sponsor della Roma volley femminile. Nel 2015 è stato consigliere della Federazione Italiana Sport Equestri.

## Controversie giudiziarie
Nel 2009 è stato indagato per irregolarità nella ristrutturazione della sede della Luiss. Nel 2019 è stato interdetto per sei mesi dall'attività di imprenditore nella vicenda dello stadio dell'AS Roma, successivamente è stato indagato per concorso in bancarotta fraudolenta per il centro commerciale Porta di Roma. Nel 2024 ha richiesto il concordato preventivo per la su holding.